# 大相撲 (雑誌)
大相撲（おおずもう）は、かつて読売新聞東京本社が発行していた相撲専門雑誌である。

## 歴史・概要
1954年（昭和29年）4月、月刊「読売スポーツ」の臨時増刊として創刊した（夏場所特集の記事であった（創刊号表紙）。表紙上段に「読売スポーツ　臨時増刊」、右側に縦書き赤色で『大相撲』と印刷され、同タイトルで同年8月、11月号が発刊された）。価格は当時50円であった。翌1955年（昭和30年）3月号、5月号、9月号、1956年（昭和31年）1月号、3月号までは表紙上段に『読売スポーツ・別冊　大相撲』のタイトルに変更され、同年5月（夏場所特集）号より『読売新聞社発行　大相撲』にタイトルが再変更された（1991年（平成3年）12月号まで）。タイトルとしてはその後、1992年（平成4年）の1年間のみ『読売新聞社（極小さく）　大相撲』、翌1993年（平成5年）1月号より2006年（平成18年）1月号まで『大相撲』、同年2月号より2009年（平成21年）5月号まで『読売　大相撲』、隔月刊誌となった同年7月号より2010年（平成22年）9月号（最終号表紙）まで再び『大相撲』となった。

### 構成
かつては月刊誌で年12回発売（1958年（昭和33年）より）されていた。その場合、奇数月は「○場所展望号」、偶数月は「○場所総決算号」と呼ばれた（○には初、春、夏、名古屋、秋、九州の各場所名が入る）。展望号は番付発表当日に、総決算号は場所終了から4日後の木曜日（番付編成会議の翌日）に発売された。展望号には、新入幕が予想される力士の初土俵以来の対戦相手つき星取表が掲載されていた。総決算号には、その場所15日間の主な取組の写真、取り口解説、識者による総評座談会が掲載されていた。
『大相撲』の表紙題字は、創刊当時の三役格行司で番付の書き手でもあった、5代式守勘太夫（6代鏡山勘太夫）の書による。
表紙を最も多く飾ったのは、横綱大鵬で66回。2位は横綱貴乃花で64回。3位は横綱千代の富士で46回。ちなみに創刊号の表紙は横綱吉葉山と大関三根山。また最終号は横綱白鵬が飾っているが、その白鵬は30回の登場で6位だった。また1989年（平成元年）7月号で唯一、幕下力士として若貴兄弟（当時の若花田、貴花田）が父親の元大関貴ノ花と伯父の元横綱初代若乃花（ともに現役時代の写真）とともに登場しており、兄弟力士ツーショットのみの登場も最多の14回を数える。
ちなみにベースボール・マガジン社発行の月刊誌『相撲』においても大鵬が現役時代を含め82回も表紙を飾っている。
1962年（昭和37年）11月号の表紙で、横綱大鵬がプロ野球巨人軍の王貞治選手とツーショット。角界以外の有名人との表紙写真は唯一この号のみである。
雑誌本文は20世紀中は鉛活字が使用され、2004年にDTP化された。
本誌では横綱土俵入りを「手数入り」、歴代横綱を歴次横綱、～人目と表記していた。
また八百長、無気力相撲特集などもあった。
付録としては、花形力士のジャンボカラーフォトやカレンダーなどが付いた。

### 休刊
2009年5月号（2009年夏場所展望号）を最後に月刊誌としての発行・発売を取りやめ（これに伴い同年6月号・夏場所総決算号は発行・発売されていない）、同年7月号からは隔月刊誌として女性編集長、さらにグラビアに有名写真家を起用して再出発したが2010年9月号を以って休刊となり、56年の歴史に幕を閉じた。
なお当誌の休刊に伴い、読売新聞東京本社から出版される雑誌は全て姿を消した（「旅行読売」は旅行読売出版社、「月刊ジャイアンツ」は報知新聞社の発行である）。ただ、書籍については現在も読売東京本社より発行されるものがある。また読売グループのスポーツ紙（持株会社の傘下ではない）の報知新聞社（スポーツ報知）とは、2017年5月場所（夏場所）号から、アプリスタイルと提携し、『スポーツ報知・大相撲ジャーナル』を発行していたが、2021年10・11月合併号をもって提携を解消している（大相撲ジャーナル自体は継続して発行）。

## 主な連載
- 「総評座談会」　-　天竜、彦山光三、小坂秀二、玉ノ海、東富士、神風らが出席した場所後の座談会。辛口の批評が多かった。
- 「異色調査」　-　三谷光司氏による記録調査。ユニークな記録もあった。
- 「諸国相撲帳」　-　全国各地の相撲の史跡を中心に墓、遺族を調査。
- 「相撲部屋の系図」など　-　元禄からの年寄名跡の歴代や師弟関係を調査したもの。著者の大村孝吉氏は薬売りながら独自に研究をしてきた人物。現在も続く相撲系譜の調査の始まりであった。
- 「戦後相撲視」、「相撲史維新前後」など　-　小島貞二による戦後の大相撲や幕末、明治の相撲に関する様々な裏話。
- 「相撲探求」、「相撲游紀」　-　小坂秀二の執筆。相撲はどうあるべきか、横綱の条件などを語ったもの。小錦や武蔵丸を横綱の資格なしと論じたこともあった[2]。